# Ektar

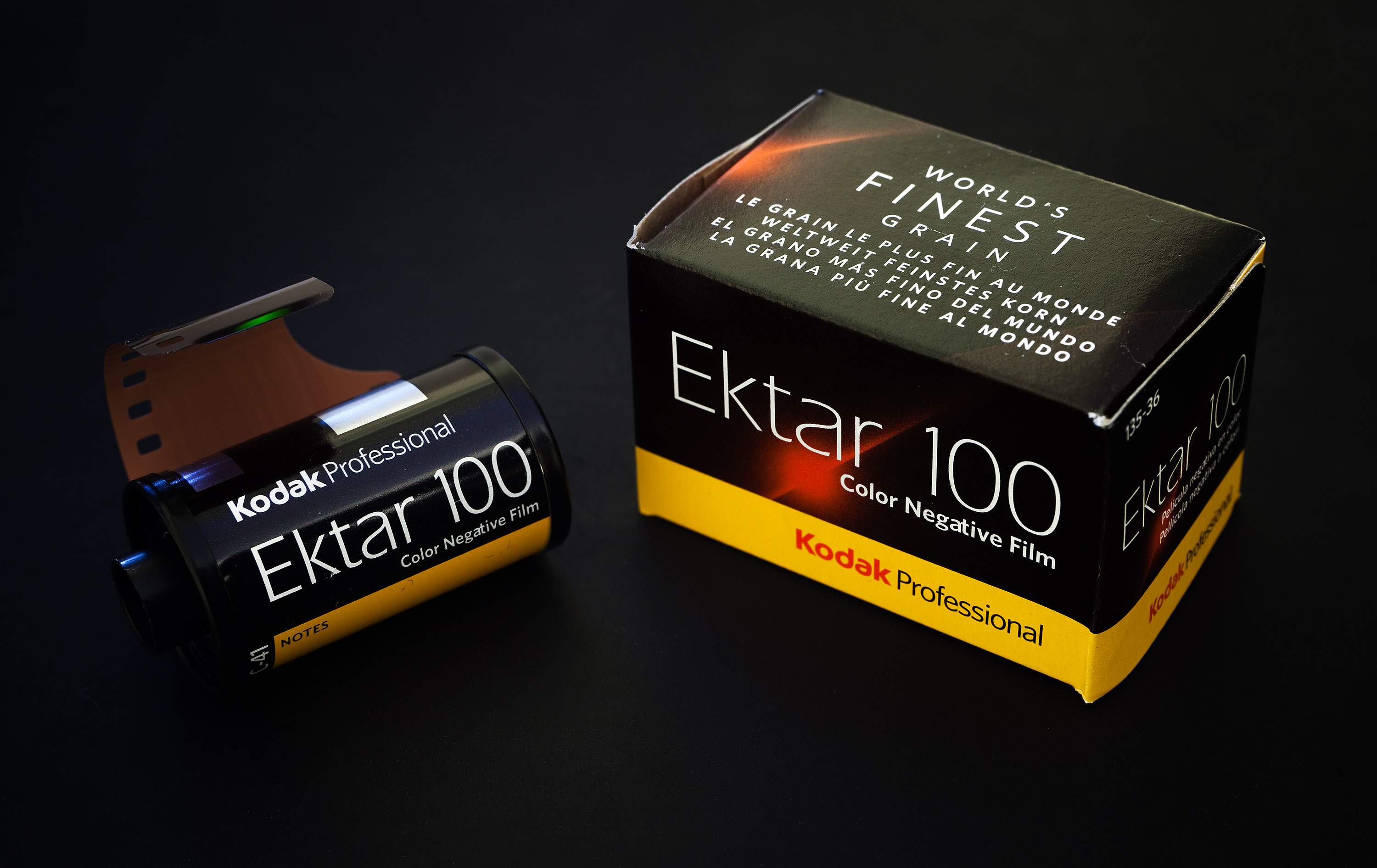
Kodak Ektar 100

Ektar war ein semi-professioneller Kleinbild- und Mittelformatfilm, der 1989 von Eastman Kodak vorgestellt wurde. Er wurde nach dem standardisierten C-41-Prozess entwickelt. Der Ektar-Film wurde mit dem Ziel entworfen, eine möglichst feine Körnung aufzuweisen. Angeboten wurde der Film mit ISO-Filmempfindlichkeiten von 25, 100 (ersetzte im Juni 1991 das kaum verkaufte 125 Format) und 1000. Kodak hat 1994 die Produktion von 35-mm-Ektar eingestellt und durch die Royal Gold Filme ersetzt, zu geringe Marktanteile wurden als ein Faktor dafür angegeben. Der Ektar-Mittelformatfilm wurde 1997 abgesetzt.
Ektar bezeichnet auch die von 1939 bis 1960 von Eastman Kodak vertriebenen hochwertigen Fotoobjektive für den professionellen Einsatz. Der Name Ektar ist ein Akronym für Eastman Kodak TessAR.

## Ektar 100
Unter dem Namen Kodak Professional Ektar 100 wurde im September 2008 ein neuer Farbfilm eingeführt, der für sich in Anspruch nimmt, bei hoher Sättigung und lebendigen Farben das feinste und glatteste Korn der derzeitigen Farbnegativfilme aufzuweisen. Im Gegensatz zum Kodachrome-Film ist der Ektar 100 sehr gut zum Digitalisieren mittels Filmscanner geeignet. Das SilverFast NegaFix Ektar 100 Profil ist ein spezielles Filmprofil, das bei der Umwandlung von Negativ zu Positiv Farbtreue sicherstellt.